# Ласкас, Панделис
Панделис Ласкас (греч.  Παντελής Λάσκας), более известный под псевдонимом капитан Пелопидас (греч.  Καπετάν Πελοπίδας  1915, Лутраки — 1948, село Давлия, Беотия) — греческий коммунист и командир соединений  Народно-освободительной армии Греции  (ЭЛАС) и Демократической армии Греции в годы Второй мировой войны и Гражданской войны в Греции.

## Семья
Панделис Ласкас родился в многодетной семье в городе Лутраки, в 1915 году.
Когда Панделису было 10 лет, его старшие братья, Василис и Петрос, вступили в компартию Греции и стали её видными деятелями в Арголиде и Коринфии.
Василис позже погиб в горах Герания в мае 1942 года, сражаясь против оккупантов.
Петрос был кандидатом в парламент от компартии в 1932 году от Арголиды-Коринфии. Был арестован в годы диктатуры Метаксаса и передан итальянцам, вместе с другими заключёнными коммунистами тюрьмы Акронафплия, с началом тройной, германо-итало-болгарской, оккупации Греции. Был расстрелян итальянцами в июне 1943 года, в числе других 106 заключённых коммунистов, после успешной операции партизан Народно-освободительной армии Греции (ЭЛАС) в Курново.
Сестра, Марина, будучи деятельницей  Национально-освободительного фронта Греции (ЭАМ), была замучена немцами и их пособниками в селе Лигурио Арголиды. в начале июня 1944 года
Сам Панделис Ласкас, в молодом возрасте, также вступил в компартию Греции, был гоним в годы диктатуры Метаксаса.
В греко-итальянскую войну 1940—1941 годов воевал на фронте в Албании. После вторжения вермахта в апреле 1941 года и подписания частью генералитета «почётной капитуляции» вернулся в Афины.

## Национальное Сопротивление
В начале тройной, германо-итало-болгарской, оккупации Греции, Ласкас попытался организовать группу Сопротивления в Перахора Коринфии, но первая попытка была неудачной.
Сразу после этого и получив соответствующее указание КПГ, перебрался в Среднюю Грецию.
Одним из первых вступил в партизанский отряд Ариса Велухиотиса в июне 1942, получив псевдоним Пелопидас (Πελοπίδας).
Принял участие во всех начальных боях ЭЛАС в Средней Греции (при Река, при Крикелло, при Микро Хорио, в операции Горгопотамос.
Позже стал «капитаном» (командиром иррегулярной армии) ЭЛАС в Средней Греции и одним из самых видных деятелей Сопротивления.
В июне 1943 года перешёл на Пелопоннес, вместе с «капитанами» Н. Диенисом (Папуас) и Я. Михалопулосом (Орион) с задачей реорганизовать деятельность частей ЭЛАС, которые действовали на этом полуострове.
Пелопидас стал «капитаном» и начальником первого штаба ЭЛАС Пелопоннеса. Военное командование соединениями Пелопоннеса принял кадровый военный, полковник авиации, Димитрис Михос.
Через 3 месяца Пелопидас был отозван и назначен командиром охранного батальона генштаба ЭЛАС.
Вновь вернулся на Пелопоннес в апреле 1944 года, но уже с Арисом Велухиотисом и был назначен «капитаном» партизанских сил Северного Пелопоннеса (8-я бригада).

## Британская интервенция
Пелопидас оставался на Пелопоннесе до освобождения и последовавшей британской интервенции в декабре 1944 года.
Командуя 6-м полком ЭЛАС Арголиды-Коринфии он принял участие в боях против англичан в Афинах (в кварталах Макрияни, Метаксургио, Колон).
После отхода сил ЭЛАС вернулся со своим полком на Пелопоннес.
9 ноября принял участие в совещании военного руководства ЭЛАС, где военачальники ЭЛАС высказали мнение, что следует продолжить партизанскую войну против англичан, аналогичную войне которую ЭЛАС вёл в предыдущие годы против немцев, итальянцев и болгар:761.
Однако руководство КПГ верило, что пойдя на компромисс, оно обеспечит замирение страны.
Пелопидас выразил несогласие в январе 1945 года с подписанием Варкизского соглашения, согласно которому силы ЭЛАС подлежали разоружению, и примкнул к отряду Ариса Велухиотиса который отказался сдать оружие.
Последовал за Арисом до самой смерти последнего в Месунда 15 июня 1945 года.

## Гражданская война
После смерти Ариса (15-6-1945) прятался в горах Средней Греции и в апреле 1946 года стал одним из первых членов отряда самообороны бывших участников Сопротивления, укрывавшихся от террора монархистов в горах Фтиотиды.
Его организационные, политические и военные способности способствовали тому, что соединение Пелопидаса-Белиса-Палеологу, согласно оценке генштаба армии монархистов стало самым боеспособным соединением Демократической армии Греции в Средней Греции.
Приняв участие в боях в Эвритании, Фокиде, Фтиотиды, Беотии заслужил звание «капитана» Демократической армии
Будучи командиром 1-го батальона Парнаса, был убит 21 октября 1948 года, попав в засаду милиции монархистов и жандармерии у беотийского села Давлия.